# Escolas Públicas do Condado de Alachua
As Escolas Públicas do Condado de Alachua (Alachua County Public Schools, ACPS, ou School Board of Alachua County) é um distrito escolar da Flórida. Tem a sua sede em Gainesville. O distrito escolar gere as escolas no condado de Alachua. O conselho escolar tem um presidente, um vice-presidente, e três membros.